# 콘월 요리

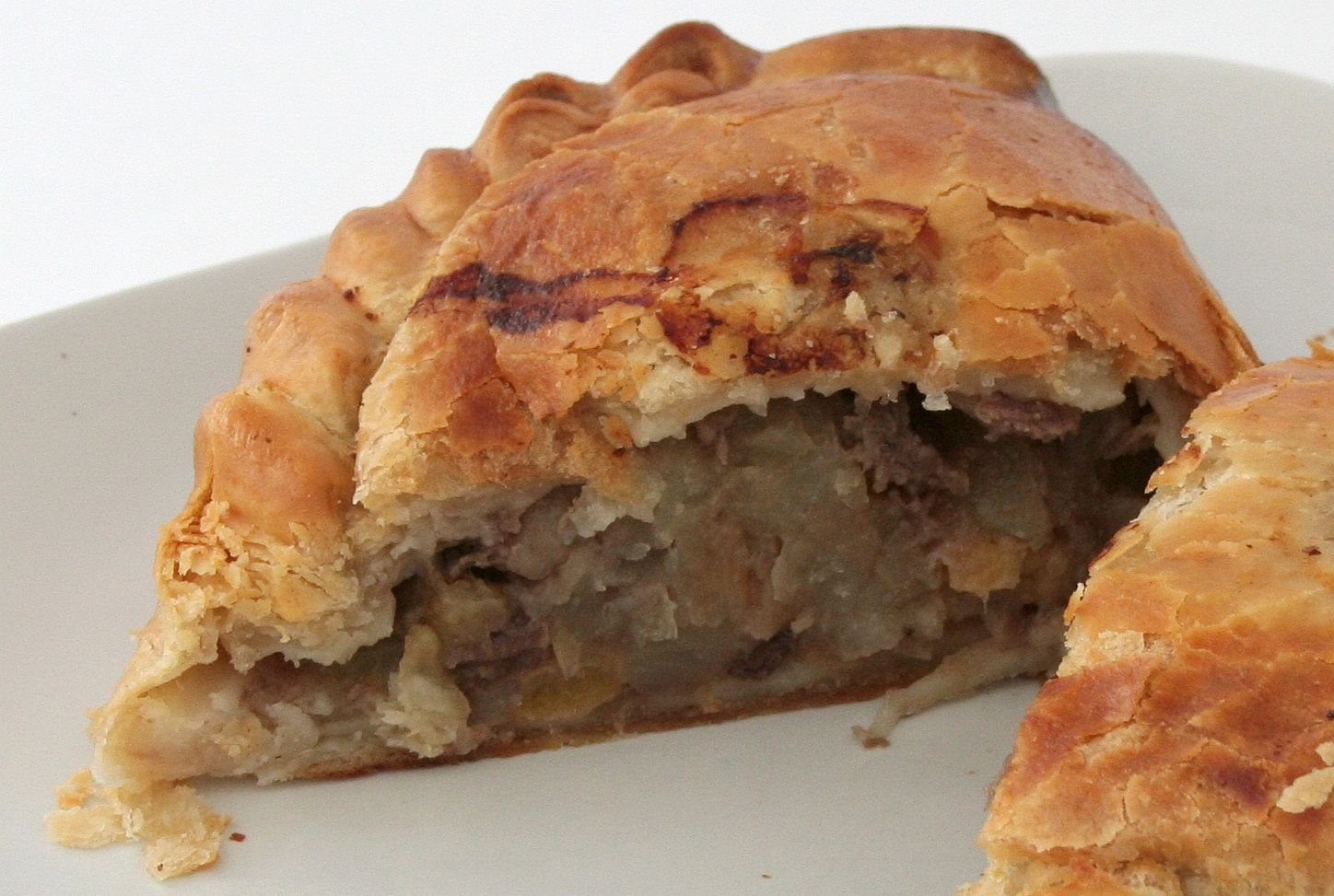
콘월 패스티

콘월 요리(영어: Cornish cuisine)는 콘월 및 콘월인과 관련된 요리 전통 및 조리법 양식을 의미한다. 
콘월은 역사적으로 물고기가 풍부한 바다로 둘러싸인 반도이기 때문에 생선 요리가 콘월의 역사적이고 현대적인 요리법의 주요 부분을 형성한다. 어업은 콘월 경제에서 중요한 역할을 하였다. 콘월의 상징적인 요리인 패스티는 콘월 내의 또 다른 역사적 산업인 광업에 뿌리를 두고 있다.
콘월은 다른 영국 요리의 영향을 받았으며 영국 남서부 이웃인 데번 요리와도 유사하다.
특정 콘월어 음식 요리는 유럽 연합법에 따라 지리적으로 보호되어 콘월 내에서 생산되고 주로 공급되는 경우에만 "콘월어"로 표시되고 판매될 수 있다. 콘월 료 축제는 콘월 요리와 농산물을 홍보한다. 주요 테마는 물고기뿐만 아니라 게임 음식의 사용으로, 많은 유명 Cornish 레스토랑과 호텔에서 게임을 메뉴의 일부로 사용한다. 이것은 콘월 최고의 요리사 7명이 발표한 웅장한 일곱번째 저녁식사의 콘월 음식과 음료 축제에서 강조된다.

## 추가 자료
- Smith-Twiddy, Helen, comp. (1979) Celtic Cookbook: 156 traditional recipes from the 6 Celtic nations; collected by Helen Smith-Twiddy. Talybont, Dyfed: Y Lolfa ISBN 0-904864-50-2
- Graham, Jean M. (1981) The Poldark Cookery Book; by Jean M. Graham. Triad / Granada
- --do.-- London: Macmillan, 2017